# Aleksandra Dulkiewiczová
Aleksandra Maria Dulkiewicz (* 10. července 1979 Gdaňsk) je polská právnička a politička, od roku 2019 primátorka Gdaňsku.
Působila v organizci Mladí Konzervativci a Konzervativní lidové straně. Roku 1995 se angažovala v kampani Hanny Gronkiewicz-Waltzové. Roku 2006 dokončila studium práva na Gdaňské univerzitě. V letech 2009–2014 pracovala v Evropském Centru Solidarity. Roku 2006 se stala asistentkou starosty Gdaňsku Pawla Adamowicze. V letech 2010 a 2014 byla zvolena do Gdaňské městské rady za Občanskou platformu. V komunálních volbách vedla do voleb politické uskupení Wszystko dla Gdańska dlouholetého gdaňského starosty Pawla Adamowicze, byla znovu zvolena.
Po vraždě Pawla Adamowicze byla dne 17. ledna pověřena vedením města. Poté se konaly volby starosty, ve kterých byla zvolena řádnou starostkou (získala 82,22 % hlasů). Do úřadu nastoupila 11. března 2019 jako historicky první žena v čele Gdaňsku.
Je katolického vyznání. Roku 2008 se jí narodila dcera Zofia.